# In Touch
 (décembre 2017).
In Touch est une pièce de théâtre en un acte écrite par Marina Krapivina, d’après une idée originale de Viktoria Violleau Avdeeva, créée en 2017.
Le spectacle est dirigé par Ruslan Malikov et Jenny Sealey. La performance est co-produite par la Graeae Theatre Company (en), le Royal National Theatre et le théâtre des Nations.
Le spectacle met en scène la vie de personnes à la fois sourdes et aveugles qui jouent leur propre rôle sur scène aux côtés de comédiens professionnels,.

## Origines
Créé en 2017, In Touch est le prolongement international de la pièce russe Prikasaemie (ru), née en 2015 sous l’impulsion d'Evgueni Mironov. Promoteur d’un théâtre engagé socialement, Evgueni Mironov imagine un spectacle dont le but est de faire connaître l’existence des personnes touchées par un double handicap : la surdité-cécité. Il assure que « Les thèmes de cette pièce sont universels. Le but de ce projet est de comprendre que nous ne faisons tous partie d’un seul monde et que nous le partageons avec des personnes qui le perçoivent de manière différente ».
Produit par Ingeborga Dapkūnaitė, la pièce se développe grâce à sa productrice exécutive, Viktoria Violleau Avdeeva[réf. souhaitée].  

## Création
Créé en 2017 par Viktoria Violleau-Avdeeva, In Touch constitue le prolongement de Prikasaemie avec une dimension internationale et un contenu artistique renouvelé. La performance est coproduite par la compagnie britannique de théâtre Graeae, le Royal National Theater et le Théâtre des Nations. L’objectif est de faire connaître de nouvelles histoires et de montrer sur scène l’impact positif que le spectacle a eu sur la vie des comédiens sourd-aveugles. Deux actrices britanniques, Rajiswari Gopalakrishnan et Zara-Jayne Arnol, et une actrice française, Amélie Armand, toutes trois atteintes du syndrome d'Usher rejoignent la troupe et racontent leurs vies en langue des signes anglais et français. Ce sont sept acteurs sourd-aveugles qui jouent sur scène aux côtés de sept comédiens professionnels sans handicap.
In Touch voit le jour sous la houlette de la Fondation pour le soutien des personnes sourd-aveugles « Connection » et le Centre des arts Inclusion. Le spectacle est soutenu de manière financière et organisationnelle par des donateurs privés comme la Fondation Art Science et Sport, Sberbank et le British Council.

## Résumé
In Touch narre les histoires des comédiens sourd-aveugles présents sur scène ainsi que la vie de deux figures clés de la communauté sourd-aveugle en Russie : Olga Skorokhodova et Alexandre Souvorov qui ont vécu au XXe siècle en Union soviétique. Le spectacle est interprété en russe, anglais, langue des signes tactiles, langue des signes russe et langue des signes anglaise. Composé d’un prologue et de sept scènes, le spectacle narre la vie des comédiens, la manière dont ils ont perdu la vue et l’audition et leur réaction face à ce double handicap. Dans la première partie, les difficultés liées à la surdi-cécité ainsi que les émotions ressenties par les acteurs occupent une place centrale. La seconde partie relate leur quotidien, leurs espoirs et leurs rêves.

## Historique

### Avant-première au National Theater de Londres
Le Royal National Theatre accueille la première représentation d’In Touch le 14 octobre 2017. Le spectacle est joué deux fois au Dorfman Theater Studio. C’est la première fois que Rajiswari Gopalakrishnan monte sur scène. Amélie Armand joue pour la première fois lors d’une représentation le 18 novembre au sein du théâtre Tovstonogov de Saint-Pétersbourg. Le spectacle est co-produit par le Royal National Theatre et la direction artistique est composée de Ruslan Malikov et de Jenny Sealey, directrice artistique de la compagnie de théâtre Graeae.
Toujours impliqué dans le projet, Evegueny Mironov narre la vie d’Alexandre Souvorov tandis que les mémoires d’Olga Skorokhodova sont lues par l’actrice britannique Jenny Agutter.
En tant que représentant du théâtre inclusif, In Touch veille à ce que des publics en situation de handicap puissent assister à la pièce et un système d’audio-description permet aux personnes malvoyantes, aveugles, et sourd-aveugles avec un interprète entendant, de suivre le spectacle dans de bonnes conditions. Une traduction simultanée en langue des signes est également interprétée par deux acteurs présents sur scène à laquelle s’ajoute des sous-titres projetés sur des écrans afin de rendre la pièce intelligible par des spectateurs atteints de surdité.

### Représentation au siège de l’Unesco
In Touch poursuit sa tournée internationale à Paris où le spectacle est invité pour une représentation unique au siège de l’Unesco. Interprété dans le cadre de la Journée internationale des personnes handicapées qui a lieu le 3 décembre depuis 1992, In Touch est joué le 4 décembre 2017 devant un parterre de délégations étrangères et un public venu assister au spectacle. Une composante française est ajoutée avec des extraits de lettres rédigées par Marie Heurtin, une jeune sourd-aveugle qui a vécu au début du XXe siècle et dont l’instruction fut effectué dans l'institution de Larnay. Ces textes sont récités par Jane Constance, artiste de l’UNESCO pour la Paix. Tchoulpan Khamatova et Estelle Aubriot complètent la troupe. En plus du russe et de l’anglais oral, In Touch est joué en langue des signes, le français et la langue des signes français sont également utilisés à l’occasion de la représentation à l’Unesco.

## Distribution[14],[11]

### Comédiens jouant leur propre rôle
- Amélie Armand
- Raji Gopalakrishnan
- Sally McNeil
- Ekaterina Sakhno
- Jonathan Bex
- Alyona Kapustyan
- Irina Povolotskaia
- Alexey Gorelov
- Alexandre Silianov
- Vera Lyzhenkova
- Kirill Byrkin
- Roman Evdokimov
- Yulia Khamitova
- Olga Lapshina
- Sophia Lebedeva
- Rustam Akhmadeev

### Représentation au Royal National Theatre
- Jenny Agutter : Olga Skorokhodova
- Evgueny Mironov : professeur Alexandre Souvorov

### Représentation au siège de l'UNESCO
- Tchoulpan Khamatova : Olga Skorokhodova
- Estelle Aubriot : professeur Alexandre Souvorov
- Jane Constance : Marie Heurtin

## Musique
La musique est composée et jouée par Anneya Pashinskaya et Mikhail Myasoedov.